# كولن وايت (مؤرخ عسكري)
كولن وايت (بالإنجليزية: Colin White)‏ هو مؤرخ عسكري بريطاني، ولد في 28 أغسطس 1951، وتوفي في 25 ديسمبر 2008 في بورتسموث في المملكة المتحدة.